# Gelatine

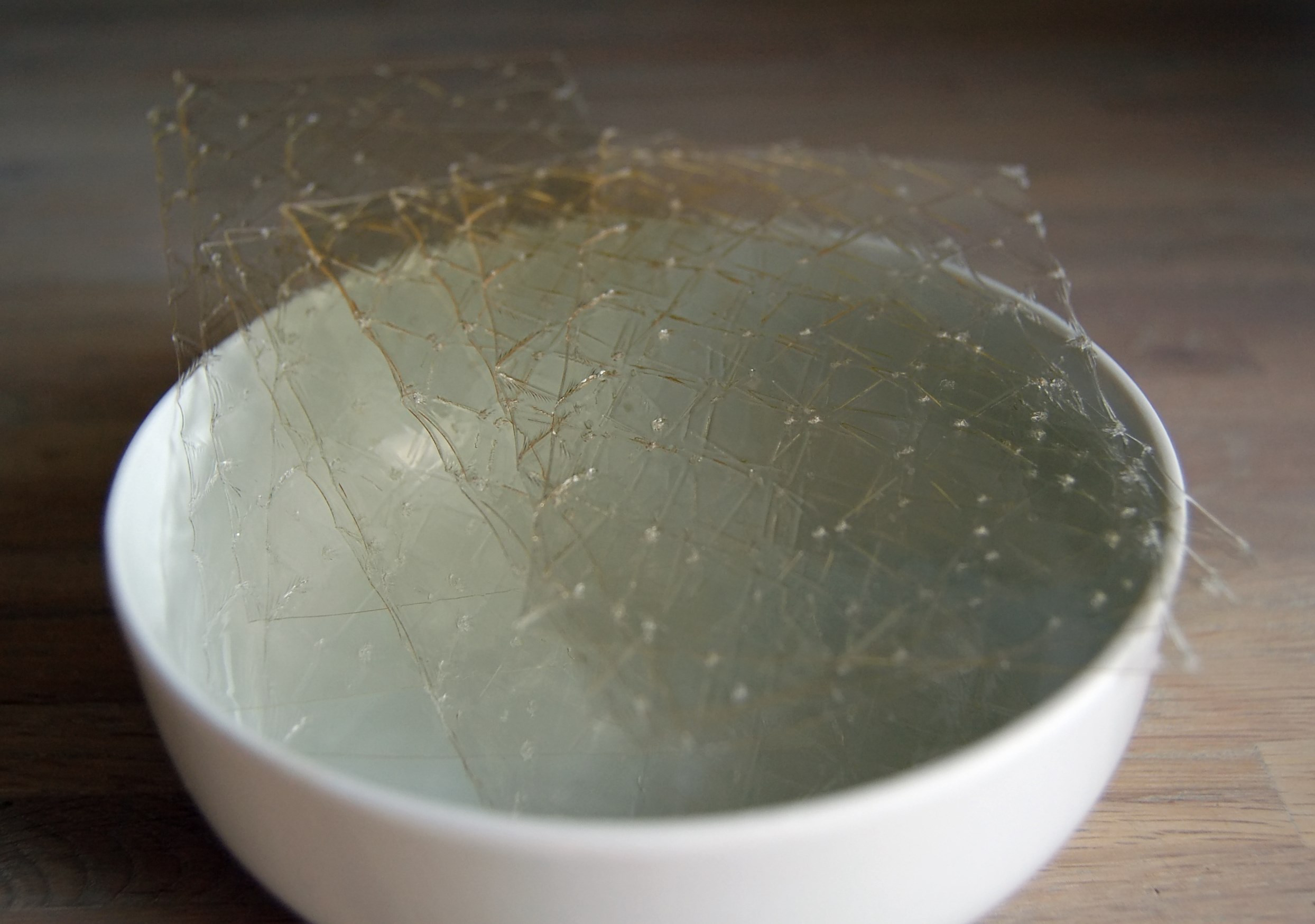
Plakjes gelatine klaar voor oplossing

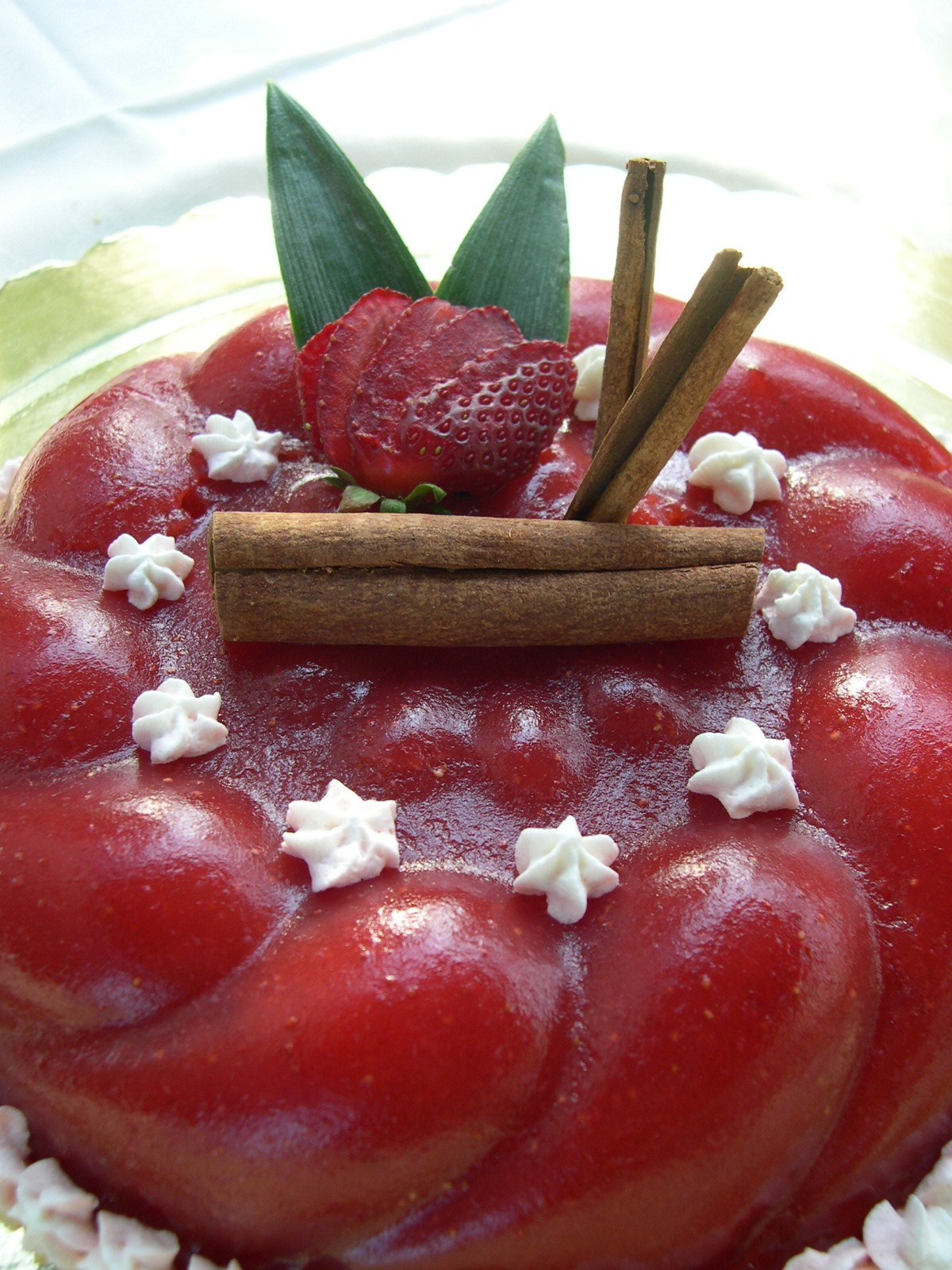
Een gelatinepudding.

Gelatine is een eiwitproduct dat wordt bereid door gedeeltelijke hydrolyse van collageen. Collageen is een eiwit dat voorkomt in bindweefsels (onder andere huid, botten en kraakbeen) van vooral zoogdieren. 

## Bereiding
De gelatine wordt gewonnen door huiden en beenderen van vooral zoogdieren na hydrolyse met sterke zuren of basen (bij relatief lage temperatuur: tussen 14 en 18 °C) langdurig te laten trekken in heet water. Net zoals bij het trekken van een bouillon lossen de oplosbare bestanddelen op. Vervolgens wordt het resultaat ingedikt, gefiltreerd, gegeleerd en gedroogd (osseïne). Afhankelijk van de toepassing kan de gelatine vermalen worden tot een fijn poeder.
De meeste gelatine in voeding is afkomstig van huiden van varkens, soms van kalveren, gevogelte of vis.

## Eigenschappen
Gelatine lost goed op in warm water en vormt bij afkoeling met dit water een gel. Op grote schaal wordt echter ook gelatine toegepast die oplost in koud water (10 °C).
Bij kamertemperatuur bevinden de gelatinemoleculen zich in een bepaalde helixstructuur, een soort wenteltrapvorm. Deze structuur bestaat uit drie aminozuurketens en wordt in stand gehouden door intermoleculaire krachten (hoofdzakelijk waterstofbruggen) tussen de aminozuren aan de binnenkant van de helix. Als heet water wordt toegevoegd, worden deze bindingen verbroken. De helixstructuur valt uit elkaar en de verschillende aminozuurketens bevinden zich los van elkaar in oplossing. Als het mengsel weer afkoelt, gaan de aminozuurketens weer interacties met elkaar aan. Omdat de ketens behoorlijk door de oplossing gemengd zijn, kan de drievoudige helixstructuur niet meer perfect gevormd worden. Er vormt zich een groot eiwitnetwerk, waarin holten en kanalen voorkomen.
Gelatine komt voor in verschillende maten van zuiverheid en bindkracht. De kwaliteiten goud, zilver en brons worden onderscheiden. De bindkracht van gelatine wordt uitgedrukt als bloomgetal. Dit is een getal tussen 30 en 300. Hoe hoger het getal, hoe sterker de bindkracht.

## Toepassing

### Voeding
De belangrijkste toepassingen in voeding zijn snoepjes, nagerechten (gelatinepudding, gummysnoep) en bakkerijproducten. Gelatine komt voor in de meeste soorten drop. Het E-nummer voor gelatine is E441.

### Capsules

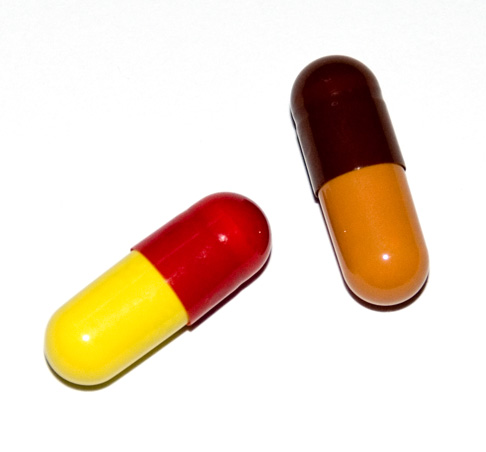
Capsules vervaardigd uit gelatine.

Ook wordt gelatine gebruikt voor de productie van zachte en harde capsules, respectievelijk voor geneesmiddelen en cosmetische producten, zoals badparels.

### Fotografische materialen
Ook wordt gelatine toegepast op fotografische films en fotopapier (zilvergelatinedruk).

### Medicinale toepassing
Sommigen claimen een effect van de stof bij de gewrichtsziekten artrose en reuma, indien dagelijks gebruikt in hoeveelheden van circa 10 gram. Een overzichtsartikel uit 2012 waarin acht studies naar de effecten van collageenproducten op artroseklachten werden geanalyseerd, concludeerde dat er nog onvoldoende bewijs is voor een effect, mede door de slechte tot matige kwaliteit van het uitgevoerde onderzoek.
Gelatine wekt geen allergische respons op. Vermelding in de ALBA lijst is daarom niet nodig. Het hypoallergene karakter maakt het product uitermate geschikt voor medische toepassingen.

### In de synchroonzwemsport
Bij synchroonzwemmen wordt gelatine gebruikt om de haren strak naar achter te houden tijdens het zwemmen. De gelatine wordt sterk geconcentreerd bereid en dan in de haren gebracht. Door het koude water van het zwembad lost de gelatine nauwelijks op en blijven de haren strak naar achteren zitten.

## Religieuze en principiële aspecten
Leden van sommige religieuze groeperingen (moslims, joden) die alleen halal of koosjer mogen eten, als wel hindoes, willen geen gelatine gebruiken die mogelijk van varkens respectievelijk van niet conform hun religieuze voorschriften geslachte runderen afkomstig is; ook veganisten en vegetariërs gebruiken het niet vanwege de dierlijke oorsprong. De vele toepassingen maken het echter lastig dit soort producten te vermijden. In de keuken kan gelatine vaak worden vervangen door agar-agar, dat van zeewier wordt gemaakt.